# الذكرى السنوية (رواية)
«الذكرى السنوية» هي قصة قصيرة من الخيال العلمي بقلم الكاتب الأمريكي إسحاق عظيموف، نُشرت لأول مرة في مارس 1959 في مجلة Amazing Stories، ونشرت لاحقًا في مجموعة (Asimov's Mysteries) في عام 1968 و (The Best of Isaac Asimov) في عام 1973.
كُتبت القصة بمناسبة الذكرى العشرين لأول قصة منشورة لعظيموف «تقطعت بهم السبل فيستا» في مارس 1939 من مجلة مذهلة. أعيد طباعة القصة السابقة بالقصة الجديدة، وخشيَ الكاتب أن ينتقد احدهم بأن الكتابة السابقة كانت أفضل، لكن لم يقم أحد بذلك. وكما ان القصة جزء من سلسلة قصص متفرقة كتبها عظيموف حول الكمبيوتر العملاق (Multivac).

## ملخص الحكبة
وارن مور ومارك براندون هما اثنان من الناجين الثلاثة من حطام الملكة الفضية في حزام الكويكبات، يجتمعون كل عام لإحياء ذكرى نجاتهم. وكان لدى براندون مفاجأة لمور في الذكرى العشرين حضر إلى منزل مور وبرفقته مايكل شيا، الناجي الثالث.
وأثناء تذكرهم للماضي يصارحهم براندون عن عدم رضاه بالطريقة التي تلاشت بها شهرتهم على مر السنين، ونسيان عامة الناس لهم على الرغم من أنهم الناجون الوحيدون من حطام سفينة الفضاء، فالشيء الوحيد الذي يتذكرونه عن تلك الحادثة هو مقتل العالم العظيم الدكتور هوراس كوينتين.
وعندما يذكر شيا أن شركة التأمين عبر الفضاء لا تزال تبحث عن حطام السفينة، بعد 20 عاما، يخطر ببال براندون أن هناك شيئا ثمينا للغاية على متن السفينة لم يعثر عليه بعد. يكتشف الرجال الثلاثة أنه كان لدى كوينتين نموذج أولي لاختراع جديد رائد معه على متن السفينة، ولا يزال مفقودًا، وفقًا لمحطة مور مولتيفاك. الدليل الوحيد هو وصف العنصر على أنه «جهاز التحكم بالاشارات»، والذي يبدو أنه جهاز لمعالجة الضوء.
حينها يدرك مور أن التذكار الذي بحوزته أثناء سيره في الفضاء هو في الأصل الجهاز المفقود، وأن اسمه الحقيقي هو «جهاز التحكم بالاشارات»، أي جهاز بدون عدسات. يبدو أن أنبوبًا عديم الفائدة يبلغ طوله بضع بوصات، يستخدم مجالات القوة بدلاً من البصريات العادية ويمكن استخدامه كمجهر أو تلسكوب قوي، قد تكون التطبيقات المستقبلية للتكنولوجيا أكثر اتساعًا، سيحيي اختراع كوينتين شهرتهم من جديد.
كانت المفارقة في القصة الأولى هي أن الرجال كانوا في مدار حول فيستا دون أي مصدر للطاقة والغذاء والهواء المحدود، وإمدادات المياه كانت لمدة عام فقط. ومن ثم يجدون وسيلة لاستخدام المياه كصاروخ مؤقت للوصول إلى فيستا، وهم يهتفون: «نخب إمدادات المياه لهذا العام التي اعتدنا الحصول عليها.» وفي نهاية هذه القصة يهتفون بعبارة أخرى: «نخب الهدايا التذكارية للملكة الفضية التي اعتدنا الحصول عليها.»

## تعليقات على القصة
يشير عظيموف في تعليقاته على القصة إلى أن مور التقط الجهاز كان عبارة عن سطر غير مهم أدرجه في فيلم «تقطعت بهم السبل فيستا» الأصلي.

## الوصف
وصف ألجيس بدريس الذكرى السنوية بأنها «عمل سيئ».

## وصلات خارجية
- إدراج عنوان «الذكرى السنوية» في قاعد بيانات الخيال التأملي على الإنترنت